# کاترین مک‌گرگور
کاترین مک‌گرگور (به انگلیسی: Katherine MacGregor) زادهٔ ۱۲ ژانویهٔ ۱۹۲۵ درگذشتهٔ ۱۳ نوامبر ۲۰۱۸ (۹۳ سال) هنرپیشه اهل ایالات متحده آمریکا بود.

## فیلم‌شناسی
- در بارانداز (۱۹۵۴)
- وکلای جوان (۱۹۷۰-۱۹۷۱)
- آیرونساید (۱۹۷۲)
- وضعیت اضطراری! (۱۹۷۲)
- خانه کوچک (۱۹۷۴-۱۹۸۳)